# Robert Douglas-Fairhurst
Robert Douglas-Fairhurst est un écrivain britannique, né le 16 septembre 1968. Il est professeur de littérature anglaise au Magdalen College d'Oxford.
Il est membre de la Royal Society of Literature. Il reçoit le Duff Cooper Prize en 2011.

## Livres
- Victorian Afterlives: The Shaping of Influence in Nineteenth-Century Literature (Oxford University Press, 2002)
- Becoming Dickens: The Invention of a Novelist (Harvard University Press, 2011)
- The Story of Alice: Lewis Carroll and the Secret History of Wonderland (Harvill Secker ; Harvard University Press, 2015)
- The Turning Point: A Year in the Life of Charles Dickens (Jonathan Cape/Alfred A. Knopf, 2021)
- Metamorphosis: A Life in Pieces (Jonathan Cape, 2023)
- (éd.) A Christmas Carol and Other Christmas Books (Oxford World's Classics, 2006)
- (éd.) Great Expectations (Oxford World's Classics, 2008)
- (éd. avec Seamus Perry ) TTennyson Among the Poets: Bicentenary Essays (Oxford University Press, 2009)
- (éd.) London Labour and the London Poor: A Selected Edition (Oxford World's Classics, 2010)
- (éd.) The Water-Babies (Oxford World's Classics, 2013)
- (éd.) The Collected Peter Pan (Oxford World's Classics, 2019)
- (éd.) A Tale of Two Cities (Norton, 2019)